# اسحاقیه
اسحاقیه، فرقه‌ای اسلامی از غالیان است که طرفداران اسحاق بن زید بن حارث آن را تشکیل می دادند. این فرقه دست کم تا قرن ششم ه.ق در حلب حضور داشتند. از اعتقادات این طایفه، اسقاط تکلیف و اباجه گری بوده است. این طایفه به نبی بودن هر کسی که علم امام را داشته باشد، معتقدند. این طایفه میان امامت و نبوت تفاوتی قائل نبوده و علی را با محمد در نبوت شریک می دانند.

## رهبر فرقه
رهبر فرقه اسحاق بن زید بن حارث است که از یاران عبدالله بن معاویه (اصحاب جعفر صادق) می باشد.